# ブレゲー 730
ブレゲー 730/731
Museum Vraux/BA112
- 用途：哨戒機
- 分類：飛行艇
- 製造者：ブレゲー
- 初飛行：

  - 1938年4月4日(Br 730)
  - 1947年9月2日(Br 731)
- 生産数：5機
- 運用開始：1945年
- 退役：1954年

ブレゲー 730（Breguet 730）は、1930年代にフランス海軍からの要求に応じて製造された飛行艇である。量産命令が出されたが、1940年6月のフランスのドイツに対する降伏以前に配備された機体は無かった。4機の未完成の機体は第二次世界大戦終結後に完成され、1954年までフランス海軍で運用された。

## 開発
1935年5月にフランス海軍は旧態化したブレゲー 521 Bizerteを代替する新しい長距離飛行艇の要求仕様を発行した。ブレゲー社は、競合するラテコエール社（ラテコエール 611）、リオレ・エ・オリビエ社（LeO H-440）、ポテ＝CAMS社（ポテ＝CAMS 141）の設計に対抗してこの要求仕様に応じた4発大型飛行艇を設計した。
4基のGnome-Rhône 14Nエンジンを搭載した最初試作機Br.730-01は、1938年4月4日にル・アーヴルで初飛行を行ったが、この機体は7月16日に浅瀬に着水しようとして破損した。このつまずきにもかかわらず、4機の量産型が発注され、続いて1939年9月の第二次世界大戦の勃発により数を定めない注文を受けたが、1940年の初めに哨戒機の減耗率が非常に低いことが分かってこの発注は削られた。

## 運用の歴史
1940年6月22日のフランスの降伏までに完成した機体は無く、生産は停止された。ヴィシー政府により破損した試作機の主翼と量産初号機Br. 730 No.1の艇体を組み合わせて作業が再開されて飛行可能となったが、ナチス・ドイツのヴィシー・フランス占領により試験は中止となった。ナチス・ドイツ占領下で残る11機の生産は非常にゆっくりと進められたが、1944年4月6日の連合国軍の空からの攻撃によりこの内の8機が破壊された。
ドイツ国防軍がフランス南部から撤退した後の1944年12月になってBr.730 No.1はついに進空した。Végaと命名されたこの機体はフランス海軍に納入され、1945年春に長距離輸送機として使用された。2番目の機体Br.730（Sirius）は、1946年5月に完成した。残る2機（AltairとBellatrix）は機首を再設計され、新しいフロートとより高出力なエンジンを装着したBr.731として完成した。
Végaは1949年1月に墜落で破損し、2号機も1951年に破壊された。最後のBr.731は1954年1月20日に退役した。

## 派生型
Br.730-01
出力753 kW (1,010 hp) のGnome-Rhône 14N 2/3 エンジンを搭載した試作機。
Br.730
出力835 kW (1,120 hp) のGnome-Rhône 14N 44/45 エンジンを搭載した量産型。 2機生産。
Br.731
出力1,010 kW (1,350 hp) のGnome-Rhône 14R 200/201 エンジンを搭載し、機首とフロートを改良した型。2機生産。

## 運用
フランス
- フランス海軍

## 要目 (Br.730 No.01)
出典: Warplanes of the Second World War, Volume Five, Flying Boats  
諸元
- 乗員: 10
- 全長: 24.38 m （79 ft 111⁄2 in）
- 全高: 8.60 m （28 ft 2 in）
- 翼幅: 40.37 m（132 ft 5 in）
- 翼面積: 173.1 m2 （1,862 f2）
- 空虚重量: 16,134 kg （35,494 lb）
- 運用時重量: 28,660 kg （62,831 lb）
- 動力: Gnome-Rhône 14N-44/45 空冷 14気筒星形エンジン、836 kW （1,120 hp）   × 4

性能
- 最大速度: 330 km/h （178 kn） 205 mph
- 巡航速度: 230 km/h （124 kn） 143 mph
- 航続距離: 6,923 km （3,739 nmi） 4,300 mi
- 実用上昇限度: 6,000 m[4] （19,700 ft）
- 上昇率: 3,000 m (9,800 ft): 9 min
- 翼面荷重: 165 kg/m2 （33.7 lb/ft2）
- 馬力荷重（プロペラ）: 117 W/kg （0.071 hp/lb）